# Noli (Ligurien)
Noli, lig. Nöi, ist eine italienische Gemeinde mit 2450 Einwohnern (Stand 31. Dezember 2023) in der Provinz Savona am Golf von Genua in Ligurien und ist Mitglied der Vereinigung I borghi più belli d’Italia (Die schönsten Orte Italiens).

## Lage und Daten
Noli liegt etwa 17 km südlich von Savona. Die Nachbargemeinden sind Finale Ligure, Spotorno und Vezzi Portio.
Noli gehört zu der Comunità Montana Pollupice und ist mit der deutschen Stadt Langenargen verschwistert. Noli ist ein natürlicher Hafen. Direkt am Strand der Bucht wird schnell eine bedeutende Wassertiefe erreicht. Ein Umstand, der Noli sehr früh zu wirtschaftlicher Bedeutung im Fernhandel verhalf, aber auch für Überfälle von der See aus anfällig machte.
Von der Landseite aus ist Noli nur durch ein schmales Tal erreichbar.
Der Nachbarort Varigotti, der heute vor allem touristische Bedeutung hat, ist durch eine Klippe von Noli abgetrennt.

## Geschichte

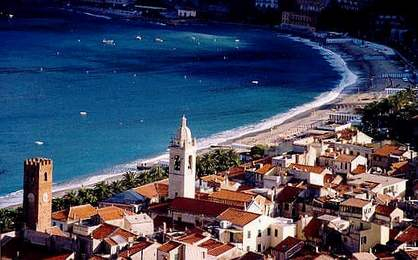
Noli

Der Name Noli geht auf die byzantinische Zeit zurück, als der Ort Neapolis hieß. Im Jahre 768 wurde Noli von den Langobarden überrannt, die die Stadt zunächst zerstörten, dann als Verwaltungssitz wieder aufbauten. Seit 800 wurde Noli immer wieder durch islamische Sarazenen überfallen, die von Sardinien aus Ligurien und Piemont entvölkerten und bis in das Gebiet der heutigen Schweiz vorstießen. Heute noch deuten Ortsnamen in Noli (z. B. Baia/Spiaggia dei Saraceni, der Sarazenenstrand oder der Borgo dei Saraceni in Varigotti) deutlich die auf die Eroberungszüge der Sarazenen hin, die bis ins 15. Jahrhundert weitergingen.
Aus der Zeit der ersten Eroberungs- und Religionskriege der islamischen Sarazenen stammen auch die ältesten Teile die Festung der Stadt, eines der Kulturdenkmäler. Im 11. Jahrhundert findet sich auch die Bezeichnung Naboli.
Die Stadt nahm in der Folge der Sarazenenüberfälle am ersten Kreuzzug im Jahr 1097 teil und erhielt dafür zahlreiche Privilegien. Noli wurde zu einer Seemacht, die seit 1193 die kleinste der Seerepubliken Italiens war. 1239 wurde Noli Bischofssitz. Durch ein enges Bündnis mit Genua konnte Noli seine Unabhängigkeit bis 1797 erhalten. Erst im Zuge der Eroberung Italiens durch Napoleon verlor die Stadt ebenso wie die Seerepubliken Genua und Venedig die Unabhängigkeit.

## Sehenswürdigkeiten

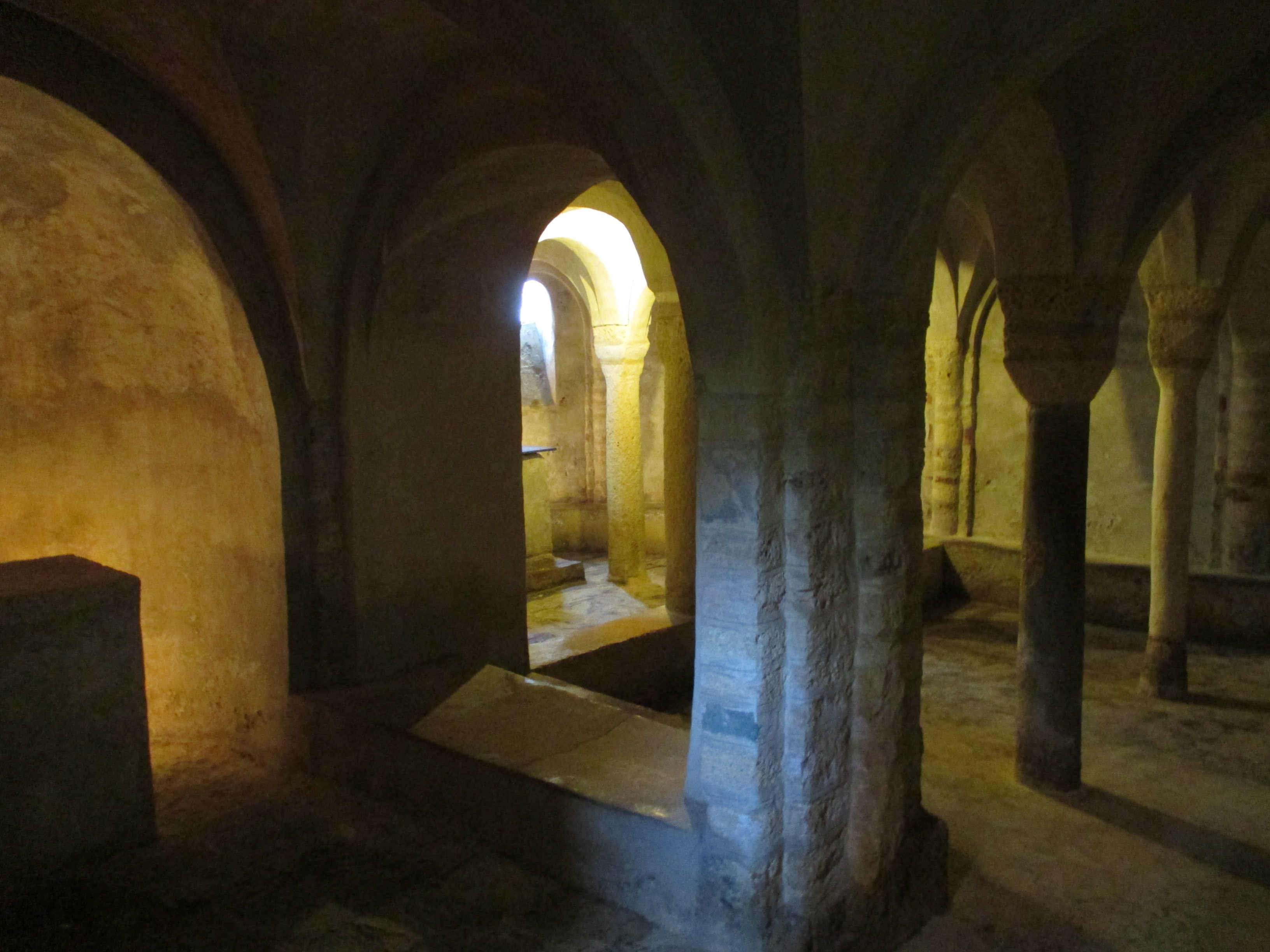
Krypta San Paragorio

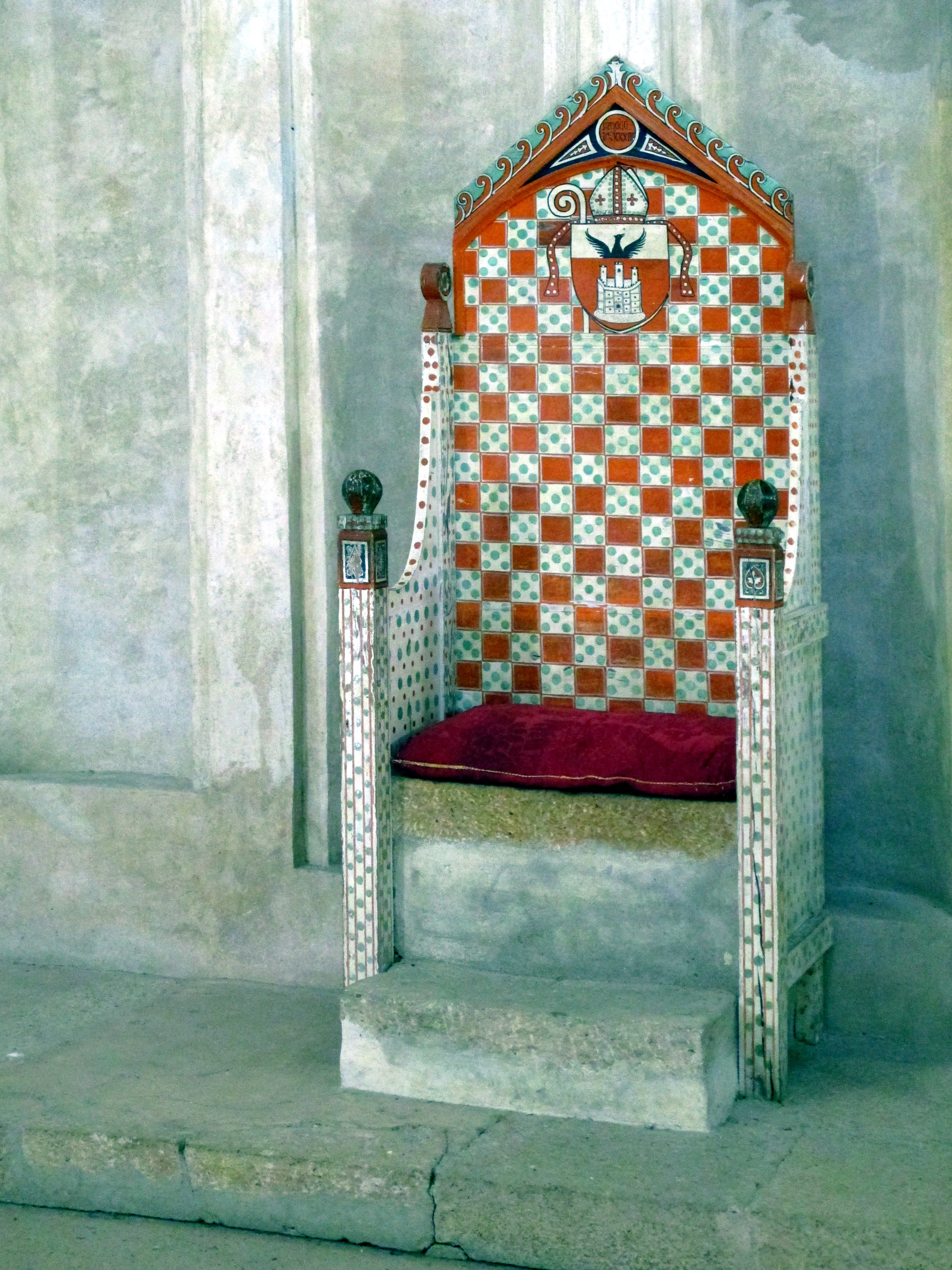
Romanischer Bischofsstuhl, Kirche San Paragorio

Noli verfügt heute über einen sehr gut erhaltenen mittelalterlichen Ortskern. Von der mittelalterlichen Befestigung sind drei Stadttore/Türme erhalten. Neben den Stadttoren gibt es auch einige sehenswerte Wohntürme, die das Bild des Ortskerns bestimmen.
Bedeutend ist auch die am südlichen Ortsausgang nahe der Via Aurelia gelegene Kirche San Paragorio, die ab 1239, damals wurde das Bistum Noli gegründet, den Status einer Kathedrale hatte. Die Kirche wurde bereits im 11. Jahrhundert errichtet, in mehreren Phasen im romanischen Baustil entwickelt (Kirchenportal!) und später vor allem mit Wandgemälden im Renaissance-Stil umgestaltet. Außen und innen überwiegt der Eindruck romanischen Baustils. Die Südwand steht hälftig auf Resten des geräumigen, ehemaligen, älteren achteckigen Taufbeckens aus byzantinischer Zeit. Ein Nachbau des Beckens befindet sich im Kirchenraum. Paragorius wird mit seinem Martyrium und dem seiner Gefährten in Neapolis, wie Noli einst hieß, verknüpft. Der einstige Dom und die Kathedrale in Ventimiglia sind die beiden ältesten noch weitgehend erhaltenen romanischen Kirchen in Ligurien.
Am Letizia-Strand, zwischen der Klippe des Kap Noli und der Punta Vescovato, befindet sich der Unterwasser-Garten Nemo’s Garden.

## Persönlichkeiten
- Claudio Rebagliati (1843–1909), peruanischer Komponist, Geiger, Dirigent und Musikpädagoge